# Stefanie Scott

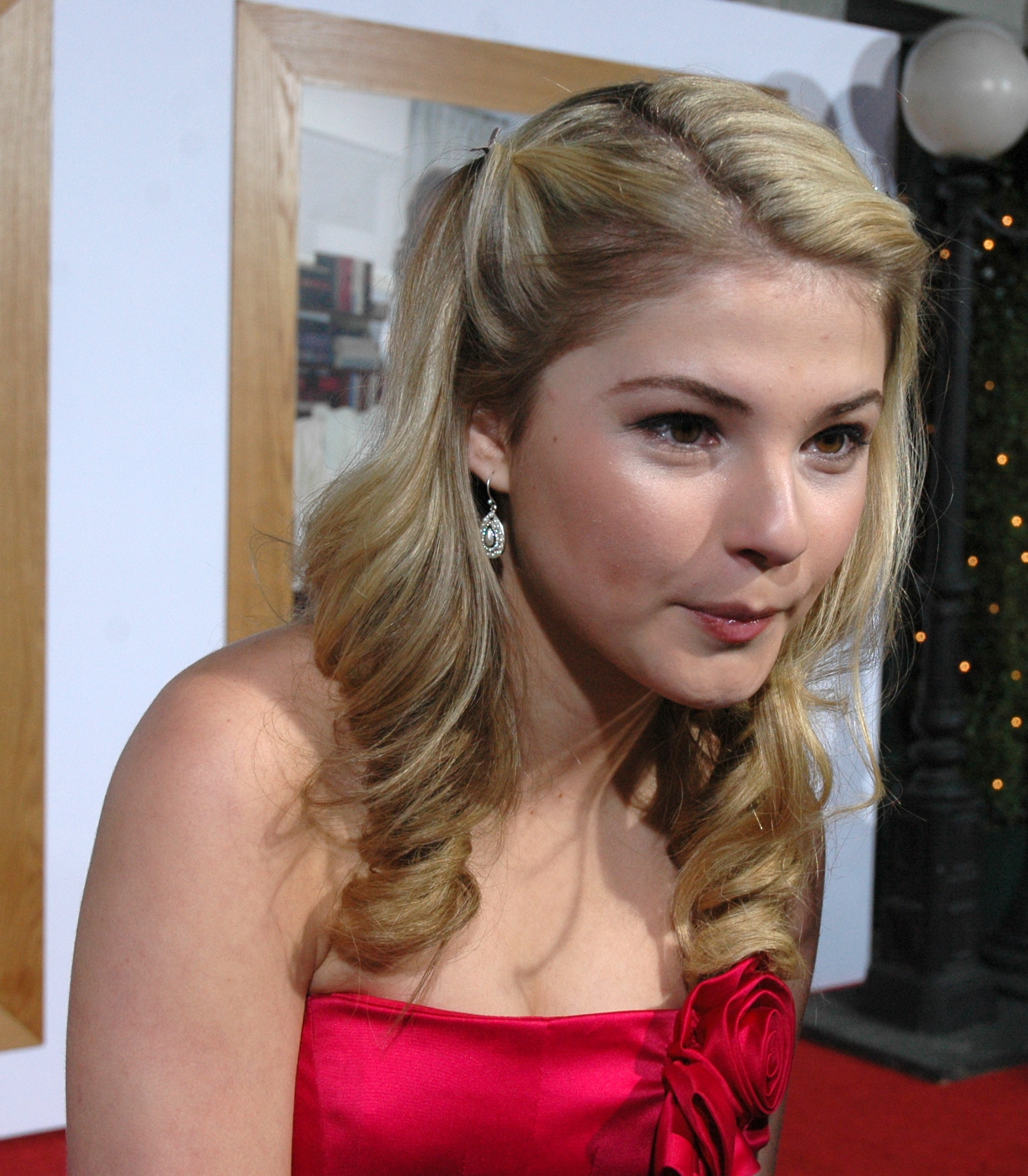
Stefanie Scott (2011)

Stefanie Scott (ur. 6 grudnia 1996 w Chicago) – amerykańska aktorka i piosenkarka.

## Życiorys
Stefanie Scott urodziła się 6 grudnia 1996 w Chicago w stanie Illinois. Pojawiła się w roli Katie w filmie Beethoven 6 – Wielka ucieczka. Wystąpiła również w filmach Dziewczyna i chłopak – wszystko na opak w reżyserii Roba Reinera oraz Sex story, w którym zagrała młodszą wersję głównej bohaterki.
Scott użyczyła głosu Emmie w serialu animowanym Disneya Agent specjalny Oso, który miał premierę w kwietniu 2009 na Disney Channel. Zagrała również w innych serialach jak Sons of Tucson stacji Fox oraz w serialu Chuck, w roli dwunastoletniej Sarah Walker.
Jest również piosenkarką, autorką tekstów piosenek oraz pisarką oryginalnych piosenek jak „Shoulda Woulda Coulda” i „The Girl I Used To Know”. Nagrała wraz z Carlonem Jefferym piosenkę do filmu Nie-przyjaciele.
Wystąpiła też we filmie Dziewczyna i chłopak – wszystko na opak jako Dana Tressler. Za tę rolę w 2011 otrzymała Nagrodę Młodych Artystów w kategorii - młoda aktorka. Wystąpiła też w filmie Sex story w roli młodej Emmy. Od 2011 występowała w roli Lexi Reed w serialu Disney Channel Original Series Nadzdolni.
W 2015 roku  wystąpiła w horrorze Naznaczony: rozdział 3 i filmie Jem i Hologramy oraz zagrała w teledysku Hayley Kiyoko „Girls Like Girls”.

## Filmografia
| Rok       | Tytuł                                   | Rola                     | Uwagi                                    |
| --------- | --------------------------------------- | ------------------------ | ---------------------------------------- |
| 2008      | Chuck                                   | Sarah Walker (12 lat)    | Odcinek: "Chuck Versus the DeLorean"     |
| 2008      | Beethoven 6 – Wielka ucieczka           | Katie                    |                                          |
| 2009      | Agent specjalny Oso                     | Briana/Emma              | Odcinek: "Goldfeather/Live and Let Ride" |
| 2009      | Nowe przygody starej Christine          | Britney Burke            | Odcinek: "The Curious Case of Britney B" |
| 2010      | Sons of Tucson                          | Molly                    | Odcinek: "Kisses and Beads"              |
| 2010      | Funny in Farsi                          | Deborah „Debbie” Appleby | pilot                                    |
| 2010      | Dziewczyna i chłopak – wszystko na opak | Dana Tressler            |                                          |
| 2011      | Sex story                               | młoda Emma               |                                          |
| 2011–2014 | Nadzdolni                               | Lexi Reed                | główna rola                              |
| 2012      | Nie-przyjaciele                         | Julianne                 | główna rola                              |
| 2015      | Naznaczony: rozdział 3                  | Quinn Brenner            | główna rola                              |
| 2015      | Jem i Hologramy                         | Kimber                   | główna rola                              |
| 2015      | Biegnę do ciebie                        | Ellie                    | główna rola                              |
| 2015      | Caught                                  | Allie                    | główna rola                              |
| 2016      | I.T.                                    | Kaitlyn Regan            |                                          |
| 2017      | 1 Mile to You                           | Ellie Butterbit          |                                          |
| 2017      | Small Town Crime                        | Ivy                      |                                          |
| 2018      | At First Light                          | Alex Lainey              |                                          |
| 2018      | Mój piękny syn                          | Julia                    |                                          |
| 2018      | Spare Room                              | Hannah                   |                                          |
| 2018      | Good Girls Get High                     | Danielle                 |                                          |
| 2019      | Morze strachu (Mary)                    | Lyndsey                  |                                          |
| 2021      | Girl in the Basement                    | Sarah Cody               |                                          |
| 2021      | The Last Thing Mary Saw                 | Mary                     |                                          |
| 2021      | The Girl in the Woods                   | Carrie                   | serial                                   |

## Dyskografia
- Girl I Used To Know
- Pose from A.N.T. Farm
- Świat Według Alberta (Odcinek 252)

### Albumy/Soundtracki
- A.N.T. Farm Soundtrack